# Ennordres

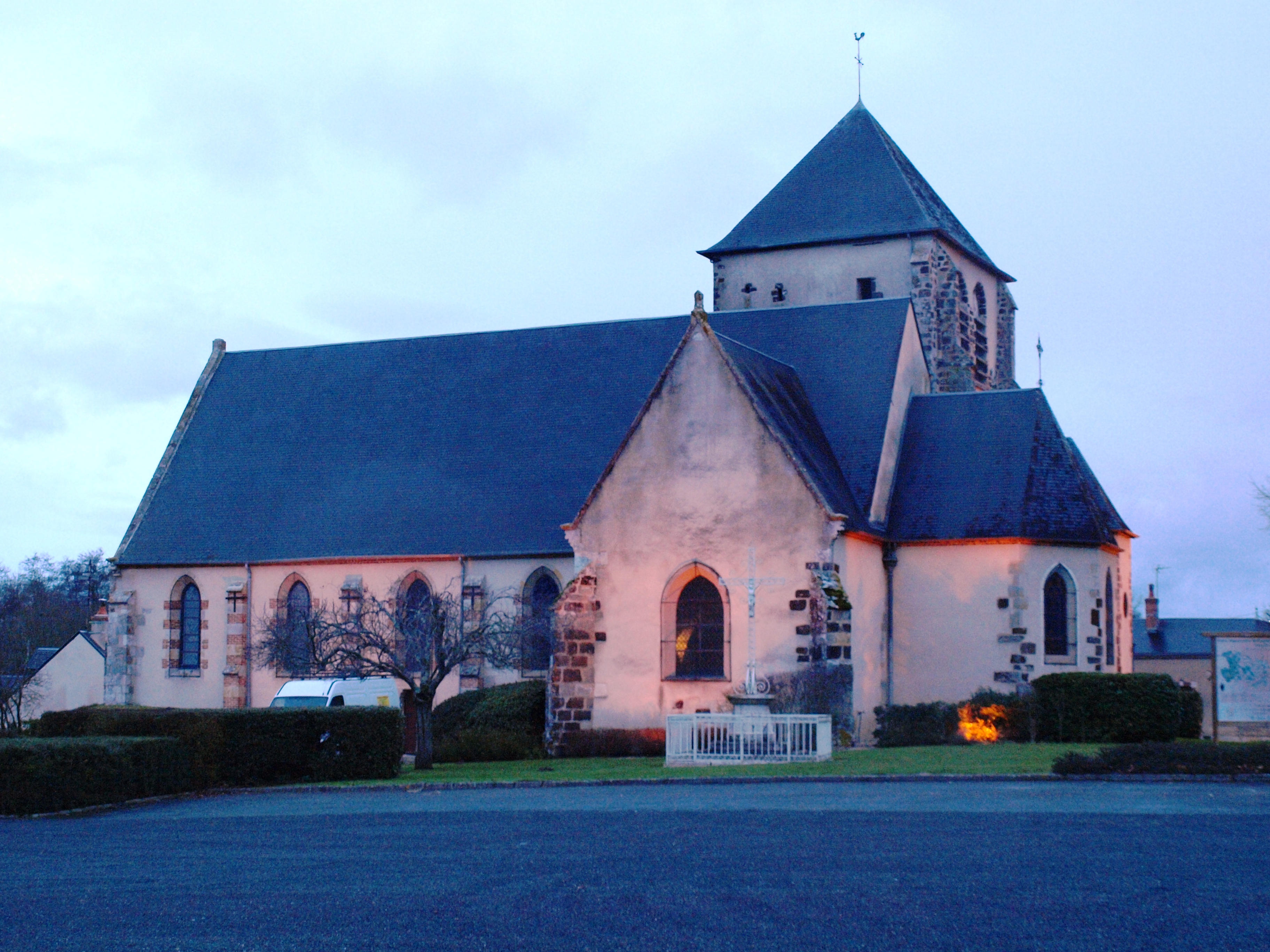
Kerk

Ennordres is een gemeente in het Franse departement Cher (regio Centre-Val de Loire) en telt 249 inwoners (1999). De plaats maakt deel uit van het arrondissement Vierzon.

## Geografie
De oppervlakte van Ennordres bedraagt 60,5 km², de bevolkingsdichtheid is 4,1 inwoners per km².
De onderstaande kaart toont de ligging van Ennordres met de belangrijkste infrastructuur en aangrenzende gemeenten.

## Demografie
Onderstaande figuur toont het verloop van het inwonertal (bron: INSEE-tellingen).